# Clyde Tombaugh
Clyde William Tombaugh (4. února 1906 Streator, Illinois – 17. ledna 1997 Las Cruces, Nové Mexiko) byl americký astronom, který kromě jiného v roce 1930 objevil trpasličí planetu Pluto, jež byla v době svého objevu považována za nejvzdálenější planetu naší sluneční soustavy.

## Životopis
Narodil se jako syn farmáře v městečku Streator ve státě Illinois. V roce 1922 se jeho rodina přestěhovala do městečka Burdett v Kansasu. Plány mladého Clydea Williama na vysokoškolská studia překazilo krupobití, které zničilo veškerou úrodu na rodinné farmě. Stal se tedy nuceně farmářem.
Od roku 1926 si z dostupných komponentů sám postavil několik dalekohledů s čočkami a zrcadly. Pro testování svých zrcadel si jen pomocí krumpáče a lopaty vykopal šachtu dlouhou 7,3 m, hlubokou 2,5 m a širokou 2 m, která mu poskytla prostředí se stálou teplotou a bez vzdušných proudů. Rodina ji využívala i jako sklep pro uskladnění ovoce a zeleniny a jako nouzový úkryt. Se svým 9palcovým (0,229 m) zrcadlovým dalekohledem pozoroval Mars a Jupiter a kresby svých pozorování poslal na Lowellovu observatoř ve Flagstaffu v Arizoně.
Astronom Percival Lowell mu na jejich základě nabídl práci, ačkoliv byl již několik let mrtvý (zemřel 1916). Tombaugh zde pracoval od roku 1929 do roku 1945. Stal se asistentem Percivala Lowella, který se dvakrát neúspěšně pokoušel najít za Neptunem záhadnou devátou planetu sluneční soustavy, takzvanou Planetu X. Právě Tombaughovi se v roce 1930 podařilo objevit těleso, jež Lowell marně hledal. Nacházelo se sice jen 6° od Lowellem vypočítané polohy, přesto však byl jeho objev dílem šťastné náhody.
Tombaugh pokračoval v hledání dalších planet a z Lowellovy observatoře postupně zmapoval 70 % viditelné oblohy. Přestože je Pluto jeho nejznámějším objevem, objevil ještě řadu dalších astronomických objektů: jednu novu, jednu kulovou hvězdokupu, pět otevřených hvězdokup, stovky asteroidů, celkem zkatalogizoval přes 29 tisíc galaxií.
Po objevení Pluta obdržel Clyde Tombaugh na Kansaské univerzitě bakalářský (1936) a magisterský (1938) titul z astronomie. Za 2. světové války vyučoval na Severoarizonské univerzitě příslušníky námořnictva navigaci.
Počátkem 50. let pracoval ve výzkumu na raketové střelnici White Sands v Novém Mexiku, kde se podílel na zdokonalování optického systému řízení raket. Od roku 1955 až do odchodu do důchodu v roce 1973 vyučoval astronomii na Novomexické státní univerzitě.
V roce 1980 byl uveden do Mezinárodní vesmírné síně slávy ve městě Alamogordo ve státě Nové Mexiko.
Je po něm pojmenován asteroid 1604 Tombaugh objevený v roce 1931. Prvním ze stovek asteroidů, které sám objevil (převážně jako vedlejší objevy při hledání Pluta a dalších nebeských objektů), byl 2839 Annette v roce 1929. Tombaugh pojmenoval některé z nich po své ženě, dětech a vnoučatech. Britská Královská astronomická společnost mu v roce 1931 udělila za úspěchy při pozorování oblohy Jackson-Gwiltovu medaili.